# Bounce (album, Bon Jovi)
Bounce je 8. studiové album americké hudební skupiny Bon Jovi. Vyšlo roku 2002. Na albu je 12 písní.

## Seznam skladeb
1. "Undivided" (3:53)
2. "Everyday" (3:00)
3. "The Distance" (4:48)
4. "Joey" (4:54)
5. "Misunderstood" (3:30)
6. "All About Lovin' You" (3:46)
7. "Hook Me Up" (3:54)
8. "Right Side Of Wrong" (5:50)
9. "Love Me Back To Life" (4:09)
10. "You Had Me From Hello" (3:49)
11. "Bounce" (3:11)
12. "Open All Night" (4:22)

## Zajímavosti o albu
- píseň Bounce byla uvolněna jako singl pro americká rocková rádia

- album Bounce se takto umístilo po světě: 2. místo v USA, Velké Británii, Švýcarsku, Německu a Nizozemí. Třetí příčka v Kanadě, Japonsku a Rakousku, čtvrtá ve Švédsku a pátá v Austrálii

- album získalo tato ocenění: platinové 1x v Kanadě, Německu, Švýcarsku a Japonsku, zlaté v USA, Austrálii, Velké Británii a Rakousku.

- album Bounce vychází v období, kdy z rockových kapel byly nejúspěšnější skupiny jako Linkin Park či Limp Bizkit a právě mírný příklon k numetalu můžeme cítit i z desky Bounce.

- Jon Bon Jovi se nechal slyšet, že píseň Everyday, která se stala prvním singlem, měla dle nich předpoklady stát se ještě větším hitem než It’s My Life. Snaha byla patrná z intenzivní propagace a promo turné, nicméně výsledek byl zklamáním, jak Jon uvedl. Každopádně ve Velké Británii se píseň umístila na druhé příčce tamní hitparády, což je skvělý výsledek.

## Sestava
- Jon Bon Jovi - zpěv, akustická kytara, perkuse
- Richie Sambora - kytary, doprovodné vokály
- Tico Torres - bicí, perkuse
- David Bryan - klávesy, doprovodné vokály
- Hugh McDonald - basová kytara, doprovodné vokály

## Bounce Tour
- Bounce Tour bylo první turné, kdy každou noc jednu píseň odzpíval Richie Sambora, byla to I’ll Be There For You, kterou on sám označil jako jednu z nejoblíbenějších písní, co kdy nahráli.

- Předskokany na turné byli: Goo Goo Dolls, Live, Krezip, a Sheryl Crow.